# Tralkasaurus
Tralkasaurus cuyi
Genre
Espèce
Tralkasaurus est un genre éteint de dinosaures théropodes de la famille des abélisauridés ayant vécu au Crétacé supérieur en Amérique du Sud.
Une seule espèce est rattachée au genre : Tralkasaurus cuyi, décrite en 2020 par M. A. Cerroni, M. J. Motta, F. L. Agnolína, A. M. Aranciaga Rolando, F. Brissón Egli et F. E. Novas.

## Étymologie
Le nom de genre Tralkasaurus est formé du mot Mapudungun tralka signifiant « tonnerre », suivi du mot latin saurus, « lézard », pour donner « lézard du tonnerre ».

## Découverte
Ce nouvel abélisauridé a été découvert dans la partie supérieure de la formation géologique de Huincul, un niveau daté du Cénomanien - Turonien (Crétacé supérieur) sur le site fossilifère de la ferme de Violante, dans la province de Río Negro dans le nord de la Patagonie en Argentine.
Il n'est connu que par un spécimen incomplet composé des maxillaires et vertèbres dorsales bien conservés, ainsi que d'autres os, déformés : bassin, vertèbres sacrées et caudales.

## Description
La longueur totale de Tralkasaurus cuyi est d'environ 4 m, ce qui est très inférieur à celle des abélisauridés connus ; en effet des genres comme Abelisaurus ou Carnotaurus mesurent entre 7 et 11 m de long. Il partage cependant les principales caractéristiques des Abelisauridae et des Tyrannosauridae, c'est un animal bipède, à cou court et musclé, avec quatre griffes sur chacune de ses pattes arrière, tandis que ses bras sont très courts par rapport à son corps, et ses os des membres sont légers car très pneumatisés.
Comme tous ces carnivores, Tralkasaurus possède un museau à forte ornementation, qui présente une surface extérieure marquée par une forte rugosité. Ainsi, à la différence de Carnotaurus, il ne possédait probablement pas de cornes , mais plutôt des bosses ou structures en corne, peu développées.

## Paléobiologie
La formation de Huincul, où a été découvert Tralkasaurus, a également livré d'autres théropodes parmi lesquels les abélisauridés Ilokelesia et Skorpiovenator. Sa taille modeste parmi le grands théropodes prédateurs pourrait indiquer qu'il occupait une niche écologique particulière, où il devait chasser des proies relativement petites comme des petits dinosaures herbivores appelés iguanodontes, des tortues et des lézards.

## Classification
L'analyse phylogénétique réalisée pas les inventeurs du genre a abouti à placer Tralkasaurus comme un Abelisauridae basal, où il forme une large polytomie avec les genres Arcovenator, Ilokelesia, Xenotarsosaurus, Rahiolisaurus et Dahalokely.